# Barmstedt
Barmstedt er en by i det nordlige Tyskland med 9.691 indbyggere,[kilde mangler] beliggende under Pinneberg Amtkreds i Slesvig-Holsten. Den ligger cirka 8 km nordøst for Elmshorn, og 30 km nordvest for Hamborg.

## Historie
Talrige fund fra stenalderen, bronzealderen og jernalderen vidner om en stærk bosættelse af området og miljøet i den fjerne fortid.
Byen ligger ved en skæringsvej for den historiske studehandel. Så tidligt som i 936 kan der have været en kirke her, men Barmstedt sogn blev først nævnt i dokumenter i 1140. Bebyggelsen var placeret omkring kirken, og danner endnu i dag centrum af den lille gamle bydel.
I det 12. og 13. århundrede besluttede riddere af Barmstede områdets skæbne. Efter riddernes udryddelse blev sognet Barmstedt forenet med Pinneberg Amt og regeret fra 1322 af greverne af Schauenburg.

### Rigsgrevskabet Rantzau
Efter Schauenburg-slægtens uddøen købte Christian af Rantzau i 1649 det tidligere Barmstedt Amt. I 1650 blev han af kejseren ophøjet til den kejserlige grevestand, og hans nyerhvervede Barmstedt Amt ophøjet til det frie kejserlige rigsgrevskab Rantzau. Barmstedt blev hovedstaden i grevskabet, som også omfattede Elmshorn og landsbyerne omkring begge byer. Det tidligere sæde for amtmanden blev ombygget til et slot og Barmstedt slots-ø - ved siden af Breitenburg og Drage - blev brugt som residens. Men tiden for det frie kejserlige grevskab sluttede 60 år senere - i 1721 - da den tredje rigsgreve, Christian Detlev af Rantzau, blev myrdet i en skov nær slots-øen, angiveligt på vegne af sin bror Wilhelm Adolf. En mindesten om forbrydelsen er opsat og minder om begivenheden. Wilhelm Adolf blev dømt til livstidsfængsel, og den danske konge tog på grund af en lovbestemmelse fra 1669 grevskabet i besiddelse.

### Under den danske konge
Området blev her efter styret som et særskilt område hørende under den danske konge frem til 1867. Skiftende kongelige administratorer havde deres sæde i den kongelige bolig, der brændte ned i 1804 og blev genopbygget i den enklere stil af Christian Frederik Hansen, den danske bygningsinspektør for hertugdømmerne. Den nuværende kirke med det spidse tårn, "Schusterahle", som erstattede den middelalderlige St. Margarets Kirke, blev bestilt af grev Wilhelm Adolf og indviet på pinsedag 1718.
Barmstedt fik i 1736 flækkerettigheder, som hovedsagelig tjente beskyttelsen af håndværket i landsbyen. Bondepladserne var næsten alle udenfor og tilhørte den store landsby.
Indbyggertal i 1835 1.470, i 1840 1.608, i 1845 1.717, i 1855 1.974 indbyggere og i 1860 2.095 indbyggere.

### Under Tyskland
Den 1. april 1895 blev flækken Barmstedt og landsbyen Großendorf lagt sammen til byen Barmstedt, så byen i 1990 kunne fejre sit 850 års jubilæum.
Fra 1936 blev forbindelse til havet udgravet af Reichsarbeitsdienst der See. Under nationalsocialismen, hvor markedspladsen omdøbte Adolf Hitler Platz, overlevede Barmstedt uden større ødelæggelse. Kun to huse på markedet blev ødelagt af en allieret terrorbombning, selvom der var flere døde på grund af skader. I efterkrigstiden steg befolkningen med tilstrømningen af flygtninge fra de østlige regioner.
Fra 1980'erne blev der vedtaget og igangsat forskellige foranstaltninger til trafikregulering, hvilket førte til og stadig medførte stor kontrovers i byen. Det trafikkalerede område i byens centrum blev bygget i 1991.